# Curtis Mayfield

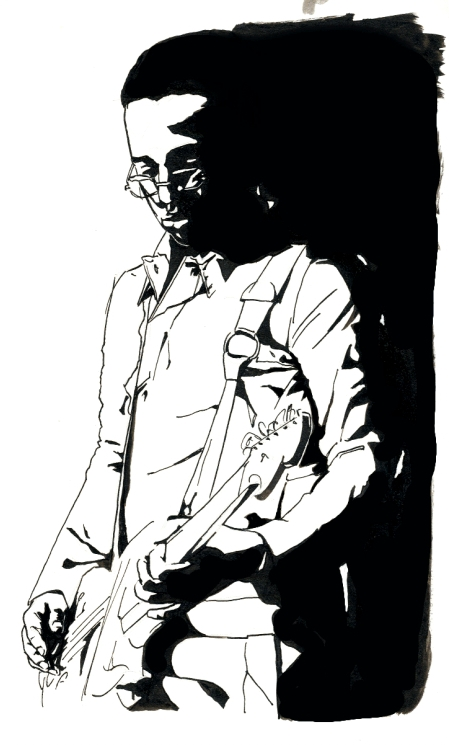

Curtis Mayfield, född 3 juni 1942 i Chicago, Illinois, död 26 december 1999 i Roswell, Georgia, var en amerikansk sångare, kompositör, sångtextförfattare och musiker (gitarr). 
16 år gammal bildade Mayfield soulgruppen The Impressions tillsammans med bland andra Jerry Butler. Mayfield lämnade gruppen 1970 för att satsa på en solokarriär, en karriär som kom att spänna över hela tre årtionden. Han har fungerat som inspiration inte bara för andra soulsångare utan även för hiphopgenerationen. Mayfield var inte bara en talangfull sångare, låtskrivare och musiker utan även en viktig röst för medborgarrättsrörelsen. 
Vid en utomhuskonsert i Brooklyn, New York den 13 augusti 1990 föll en ljusramp ner över Mayfield och träffade så illa att han blev förlamad från nacken och ner. Trots detta så lyckades Mayfield 1996 att sängliggande spela in ett nytt album, New World Order som skulle visa sig vara i klass med hans bästa verk från 1970-talet. 
Curtis Mayfield invaldes i Rock and Roll Hall of Fame år 1999.

## Diskografi

### Studioalbum
- 1970 – Curtis
- 1971 – Roots
- 1973 – Back to the World
- 1974 – Got to Find a Way
- 1974 – Sweet Exorcist
- 1975 – There's No Place Like America Today
- 1976 – Give, Get, Take and Have
- 1977 – Short Eyes
- 1977 – Never Say You Can't Survive
- 1978 – Do It All Night
- 1979 – Heartbeat
- 1980 – Something to Believe In
- 1980 – The Right Combination (med Linda Clifford)
- 1982 – Love is the Place
- 1983 – Honesty
- 1985 – We Come in Peace with a Message of Love
- 1990 – Take It to the Streets
- 1997 – New World Order

### Livealbum
- 1971 – Curtis/Live!
- 1973 – Curtis in Chicago
- 1988 – Live in Europe
- 1988 – Live at Ronnie Scott's

### Filmmusik i urval
- 1972 – Superfly
- 1975 – Let's Do It Again